# Dave Lombardo
Dave Lombardo, né le 16 février 1965 à La Havane, est un batteur de thrash metal.
Batteur du groupe de thrash metal Slayer, il le quitte en 1992 et le réintègre en 2002. Il est connu pour sa rapidité notamment à la double grosse caisse, qui lui a valu le surnom de « Thunderkick » ainsi que « the godfather of double bassdrum ». Il a en outre la particularité d'être un gaucher jouant sur une batterie de droitier (« batteur contrarié »).
Il a fait également partie des groupes Fantômas, Grip Inc., a participé à deux albums du saxophoniste John Zorn et à quatre albums d'Apocalyptica. Il a aussi participé à un album de thrash metal avec Testament, en 1999. Il fonde le groupe Dead Cross en 2015 avec Gabe Serbian (ex-Cattle Decapitation), Justin Pearson (The Locust) et Michael Crain. Fin 2016 le groupe annonce le remplacement du chanteur Gabe Serbian par Mike Patton. En mai 2016 Suicidal Tendencies annonce son arrivée dans le groupe. La même année il est choisi par Jerry Only, Glenn Danzig et Doyle Wolfgang Von Frankenstein pour les accompagner lors de concerts de reformation des Misfits. En 2019, il devient le batteur de Mr. Bungle, le groupe, qui n'avait pas sorti d'album depuis 1999 fait quelques concerts et passe en studio pour enregistrer un nouvel album.

## Influence
Le batteur Dave Lombardo a influencé de nombreux batteurs de groupes actuels comme The Rev d'Avenged Sevenfold, Raymond Herrera ex-Fear Factory, Pete Sandoval de Morbid Angel, Adrian Erlandsson ex-Cradle of Filth, Dirk Verbeuren de Megadeth, et Max Kolesne de Krisiun. Patrick Grün, du groupe Caliban a quant à lui décidé de jouer de la batterie grâce à Lombardo et Jason Bittner de Shadows Fall a utilisé la double grosse caisse lorsqu'il a commencé sa carrière toujours grâce à l'influence de Lombardo.
Lars Ulrich de Metallica déclara en 2011 dans le magazine US Revolver, à la suite de la tournée avec le BIG 4 :
" Lorsqu’il s’agit de la batterie, Dave Lombardo est, de loin, Dieu. Il n’y a aucune compèt, mais s’il devait y en avoir une, Dave gagnerait. Lombardo nous botterait tous les fesses d’un simple mouvement du petit doigt. "

## Discographie
| Slayer - 1983 : Show No Mercy - 1984 : Haunting the Chapel - 1985 : Live Undead - 1985 : Hell Awaits - 1986 : Reign in Blood - 1988 : South of Heaven - 1990 : Seasons in the Abyss - 1991 : Decade of Aggression - 2006 : Christ Illusion - 2009 : World Painted Blood Fantômas - 1999 : Fantômas - 2001 : The Director's Cut - 2004 : Delìrium Còrdia - 2005 : Suspended Animation - 2005 : Fantômas / Melt-Banana Philm - 2012 : Harmonic - 2014 : Fire from the Evening Sun | Grip Inc. - 1995 : Power of Inner Strength - 1997 : Nemesis - 1999 : Solidify - 2004 : Incorporated Testament - 1999 : The Gathering Suicidal Tendencies - 2016 : World Gone Mad - 2018 : STill Cyco Punk After All These Years Dead Cross - 2017 : Dead Cross Autres - 1994 : Jesus Killing Machine — Voodoocult - 1999 : Taboo & Exile — John Zorn - 1999 : "Vivaldi:the meeting" - Lorenzo Arruga Dave Lombardo & friends - 2000 : Xu feng — John Zorn - 2003 : Reflections — Apocalyptica - 2005 : Apocalyptica — Apocalyptica ("Betrayal/Forgiveness") - 2005 : Drums of Death — with: DJ Spooky - 2007 : Worlds Collide — Apocalyptica ("Last Hope") - 2010 : 7th Symphony - Apocalyptica ("2010") - 2010 : Suspira - with: Amdukias and David Nicholson ("recorded at thepublicrecord.com") |  |

## Matériel
En 2011, Dave est endorsé par les batteries Ludwig.
Il utilise également des pédales simples Iron Cobra de la marque TAMA (x2: une par grosse caisse) .
Cymbales : PAISTE
- 13" Signature Mega Cup Chime
- 18" 2002 Novo China
- 15" 2002 Sound Edge Hi-Hat
- 16" RUDE Crash/Ride
- 18" RUDE Crash/Ride
- 19" RUDE Crash/Ride
- 22" 2002 Power Ride
- 20" 2002 Novo China
- 16" 2002 China
- 18" Alpha Medium Swiss Crash